# Douglas DC-3
Die Douglas DC-3 (Douglas C-47 oder Douglas Dakota als Militärausführung) ist ein zweimotoriger Flugzeugtyp der Douglas Aircraft Company, der von 1935 an in 10.655 Exemplaren im Original und in 5.424 Exemplaren in Lizenz gebaut wurde, von denen einige noch heute kommerziell eingesetzt werden. Insgesamt wurden 16.079 Stück (607 Zivil- und 15.472 Militärmaschinen) gefertigt; bis heute die höchste Anzahl für ein Passagier- oder Transportflugzeug.
Bekannt in Deutschland wurden die Militärausführungen Douglas C-47 (US Air Force) bzw. Douglas Dakota (Royal Air Force) als einer der mit dem Spitznamen „Rosinenbomber“ belegten Flugzeugtypen während der Berliner Luftbrücke.

## Geschichte

Douglas C-47 Skytrain

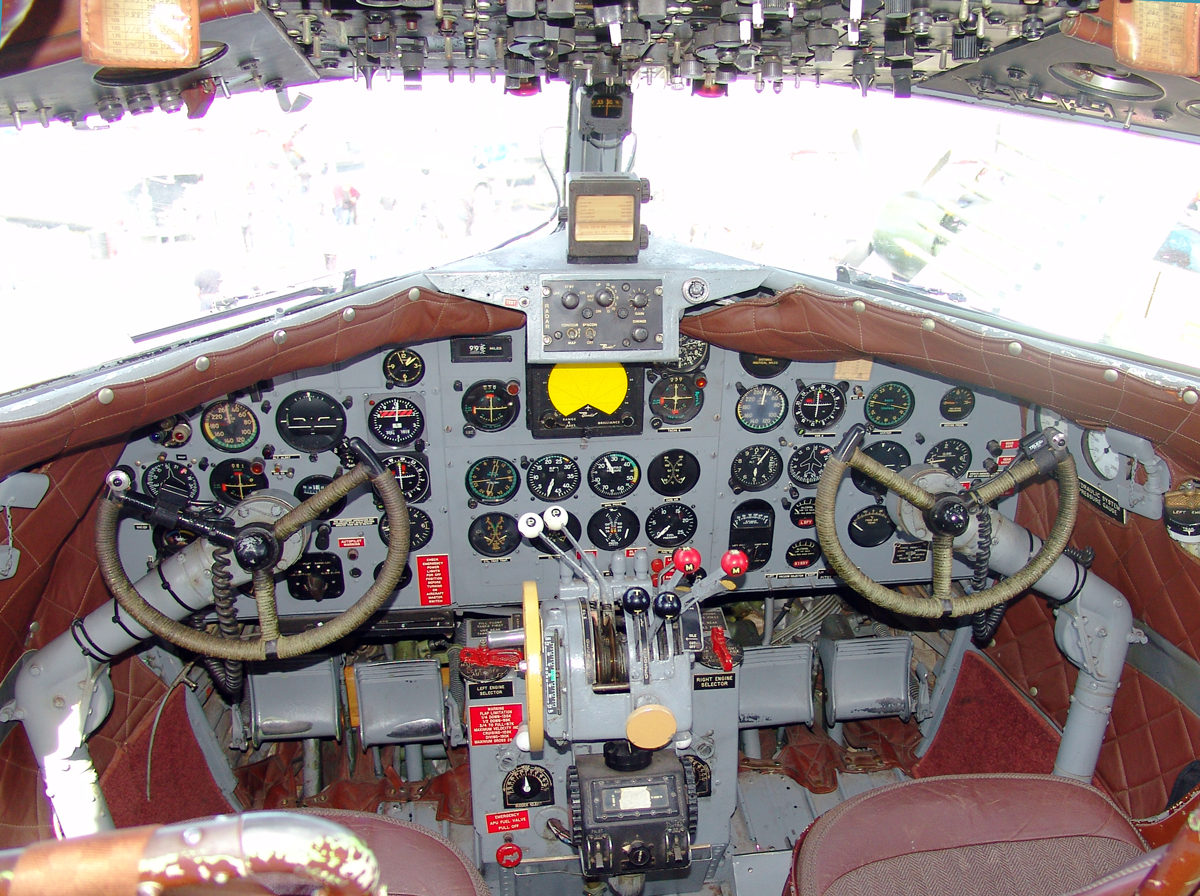
Cockpit der DC-3 N34, 2005

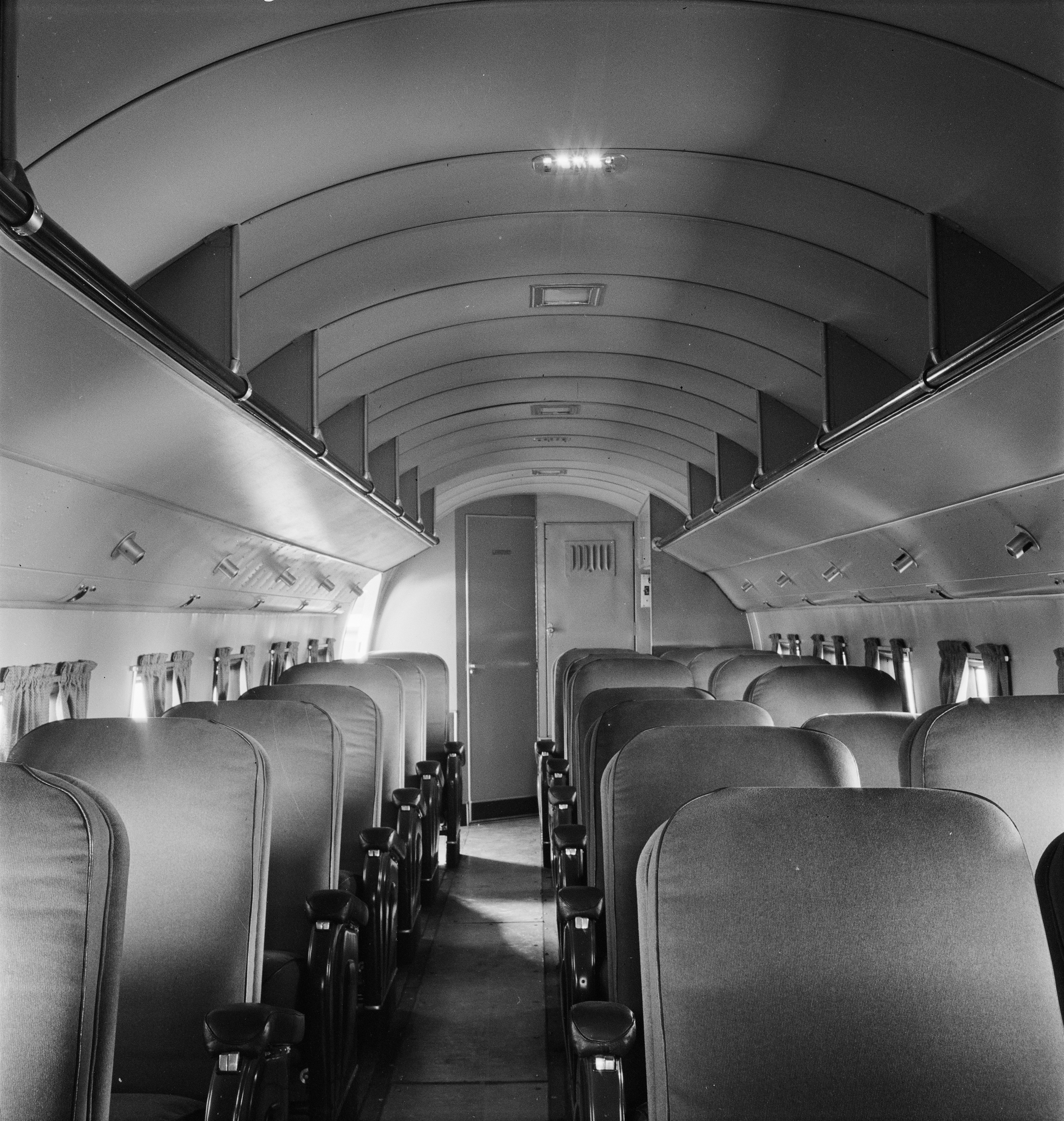
Kabine einer Swissair DC-3, vom Cockpit aus gesehen (vor 1950)

Die DC-3 ist eine Weiterentwicklung der DC-1, von der nur ein Prototyp gebaut worden war. Dieser Prototyp hatte seinen Erstflug am 1. Juli 1933 und war so vielversprechend, dass er sofort zur DC-2 weiterentwickelt wurde, die größer und stärker war als die DC-1. Es galt für Douglas, eine Konkurrenz zur Boeing 247 zu schaffen. Vom Typ Douglas DC-2 wurden 193 Flugzeuge hergestellt.
Die Douglas DC-3 wurde ursprünglich entwickelt, um den Passagieren zu ermöglichen, während des Fluges zu schlafen. So wurden in die DC-3 zunächst Liegen eingebaut, um dies zu gewährleisten. Dieses System hieß zunächst DST (Douglas Sleeper Transport). Nachdem in die DST wieder Sitze eingebaut wurden, bekam das Flugzeug seinen Namen: Douglas DC-3. Die Passagierkapazität betrug zuerst 28, später bis zu 35 Passagiere. Bei der DC-3 hatte man gegenüber der DC-2 den Rumpf von 1,68 m Durchmesser auf 2,3 m aufgedickt, was den Einbau von drei Sitzen pro Reihe ermöglichte und die Wirtschaftlichkeit steigerte.
Ihren Erstflug hatte die DC-3 am 17. Dezember 1935 vom Flugplatz Santa Monica (Kalifornien) aus. Das Flugzeug zeichnete sich vor allem durch seine Sicherheit, Robustheit und hohe Wirtschaftlichkeit aus. Die erste Auslieferung erfolgte im Juni 1936 an American Airlines in der Version Sleeper. Zwei Monate später folgte die erste Maschine mit Standard-Einrichtung für 21 Passagiere. Im November folgte die erste Lieferung an United. Die KLM erhielt ebenfalls 1936 als erste europäische Fluggesellschaft die DC-3. Die ersten bei der Swissair eingetroffenen Flugzeuge bedienten ab 1937 die Strecke nach London. Im Jahr 1938 flogen 30 Gesellschaften den Typ. Im Jahr 1939 wurden 90 Prozent des weltweiten Luftverkehrs mit der DC-3 ausgeführt.
Im Zweiten Weltkrieg kam die DC-3 als Transporter, Schleppflugzeug, Sanitätsflugzeug und Passagierflugzeug zum Einsatz. Bei den amerikanischen Streitkräften hatte sie viele Namen und Bezeichnungen: C-41, C-47, C-48, C-49, C-50, C-51, C-52, C-53, C-68, C-84, C-117, Skytrain oder Skytrooper; bei der US-Marine hieß es R4D.
Bei der Royal Air Force wurde das Flugzeug unter der Bezeichnung „Dakota“ eingesetzt.
Es gab eine Versuchsausführung mit Schwimmern und eine mit ausgebauten Triebwerken als Lastensegler Douglas XCG-17. Die Frachtversion hatte eine breite zweiflügelige Ladetür, um das Be- und Entladen zu vereinfachen. Für die Montage eines Flugzeugs wurden rund 500.000 Niete verwendet.
Nach dem Zweiten Weltkrieg wurden die von den United States Army Air Forces eingesetzten Flugzeuge zum Teil an zivile Luftfahrtunternehmen verkauft. Die DC-3 spielte damit eine nicht zu unterschätzende Rolle in der Entwicklung der zivilen Luftfahrt. Eine etwas gestrecktere Version, die DC-3S oder Super DC-3 mit stärkeren Motoren, flog erstmals im Juli 1949. Einige dieser Maschinen wurden als R4D-8 für die US-Marine gebaut. Heute sind nur noch wenige davon flugtüchtig und im Einsatz.
In Deutschland wurden nach dem Krieg drei Exemplare der DC-3 von der Lufthansa eingesetzt, zunächst ab Oktober 1955 im innerdeutschen Zubringerverkehr, später im Frachtdienst. Zwei davon gingen anschließend an Bavaria, die auch noch eine dritte einsetzte. Die kurzlebige Deutsche Lufttransport Gesellschaft mbH setzte eine DC-3 von August 1955 bis 1956 ein. Schließlich nutzte auch die Nordseeflug Sylter Lufttransport eine DC-3 (D-CNSF) von August 1966 bis Mai 1968.
Heute noch im Einsatz befindliche DC-3 wurden teilweise mit moderneren Turboprop-Triebwerken (PTL) umgerüstet, wodurch ihre Leistung und Wirtschaftlichkeit etwas verbessert wurde. Äußerlich sind sie zum Teil an Merkmalen wie den verlängerten Triebwerksverkleidungen, an Fünfblattpropellern oder auffällig großen Abgasrohren zu erkennen.
Bis 2019 wurden noch DC-3 auf der von Buffalo Airways bedienten Strecke Yellowknife nach Hay River in den Nordwest-Territorien von Kanada im Linienbetrieb eingesetzt. Zudem fliegt vom kenianischen Provinzflughafen Ukunda eine DC-3 nahezu täglich Touristen in den Nationalpark Masai Mara. Die neuseeländische Regionalfluggesellschaft Air Chathams setzt sie auf der Strecke Auckland – Whakatane ein.
In Kolumbien wird die DC-3 (2011) außerdem sowohl für die Versorgung als auch für den Personenverkehr von und zu abgelegenen Dörfern am Amazonas verwendet. Die Flugzeuge stellen dort die einzige Verbindung zur Außenwelt dar.
Ab März 2017 flog die Breitling DC-3 (mit Erstflug des Exemplars im März 1940) mit dem Kennzeichen HB-IRJ, mit Pilot und Eigentümer (seit 2008) Francisco Agullo ostwärts rund um die Welt. Das Flugzeug war 77 Jahre alt und somit das älteste Flugzeug, das eine Weltumrundung durchführt. Mangels Druckkabine konnte nicht hoch gestiegen werden; gegen Vereisung in der Troposphäre wurde über dem Pazifik die Flughöhe auf 600, teilweise sogar 300 m reduziert. Eine Druckkabine würde die Lebensdauer eines Flugzeugtyps limitieren. Für diese Reise wurden Zusatztanks eingebaut und Treibstoff zu Zwischenstopps gebracht, etwa zum US-Luftwaffenstützpunkt auf der Aleuten-Insel Shemya vor Alaska.

## Lizenzbauten
Die DC-3 wurde von 1938 bis 1954 unter der Bezeichnung PS-84 (am 17. September 1942 in Lissunow Li-2 geändert, Codename Cab) in der UdSSR in Lizenz gefertigt. Sie wurde jedoch mit sowjetischen М-62IR-Motoren ausgerüstet, die lediglich 1000 PS leisteten, und erhielt verkürzte Tragflächen (Spannweite 28,81 m gegenüber 29,98 m). Die Änderungen schlugen sich in der Höchstgeschwindigkeit nieder, die mit 322 km/h deutlich geringer als die der DC-3 war; aufgrund sparsamer Motoren lag aber die Reichweite der PS-84/Li-2 bei 2600 km statt der 2160 km der DC-3. Für die Übernahme der Konstruktion in die sowjetische Lizenzfertigung wurden sämtliche Maße und Schraubverbindungen aus dem zölligen in das metrische Maßsystem übertragen.
Insgesamt wurden 4937 sowjetische Exemplare in verschiedensten Variationen fertiggestellt, neben der für Passagiere unter anderem auch als UKW-Übertragungsstation und als Schlepper für Segelflugzeuge sowie in militärischen Varianten als Bomber, Jagdbomber, Lazarettflugzeug. Die letzte flugfähige Li-2 in der Russischen Föderation, die № 23441605, die bei Flugveranstaltungen zum Einsatz kam, stürzte 2004 in der Nähe von Moskau ab.
Auch Japan erwarb eine Lizenz der Douglas. Von 1940 bis 1945 fertigte Nakajima Hikōki zusammen mit Shōwa Hikōki Kōgyō 487 Stück mit der Bezeichnung L2D (Alliierter Codename wie der DC-3 Tabby). Die Varianten unterschieden sich durch verschieden starke Motoren, die Bewaffnung und den Innenausbau, ob als Passagier- oder Lastentransportmaschine. Je nach Ausführung befand sich nach L2Dxx an vierter oder fünfter Stelle eine andere Ziffer bzw. ein anderer Buchstabe. Wie in der Sowjetunion wurde das Flugzeug auch in Japan nicht völlig originalgetreu nachgebaut, sondern verändert; auch die Motoren wurden durch Konstruktionen aus eigener Produktion (Mitsubishi-Kinsei) ersetzt.

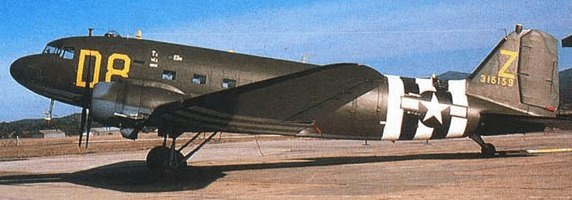
C-47A in USAAF-Farben von 1944
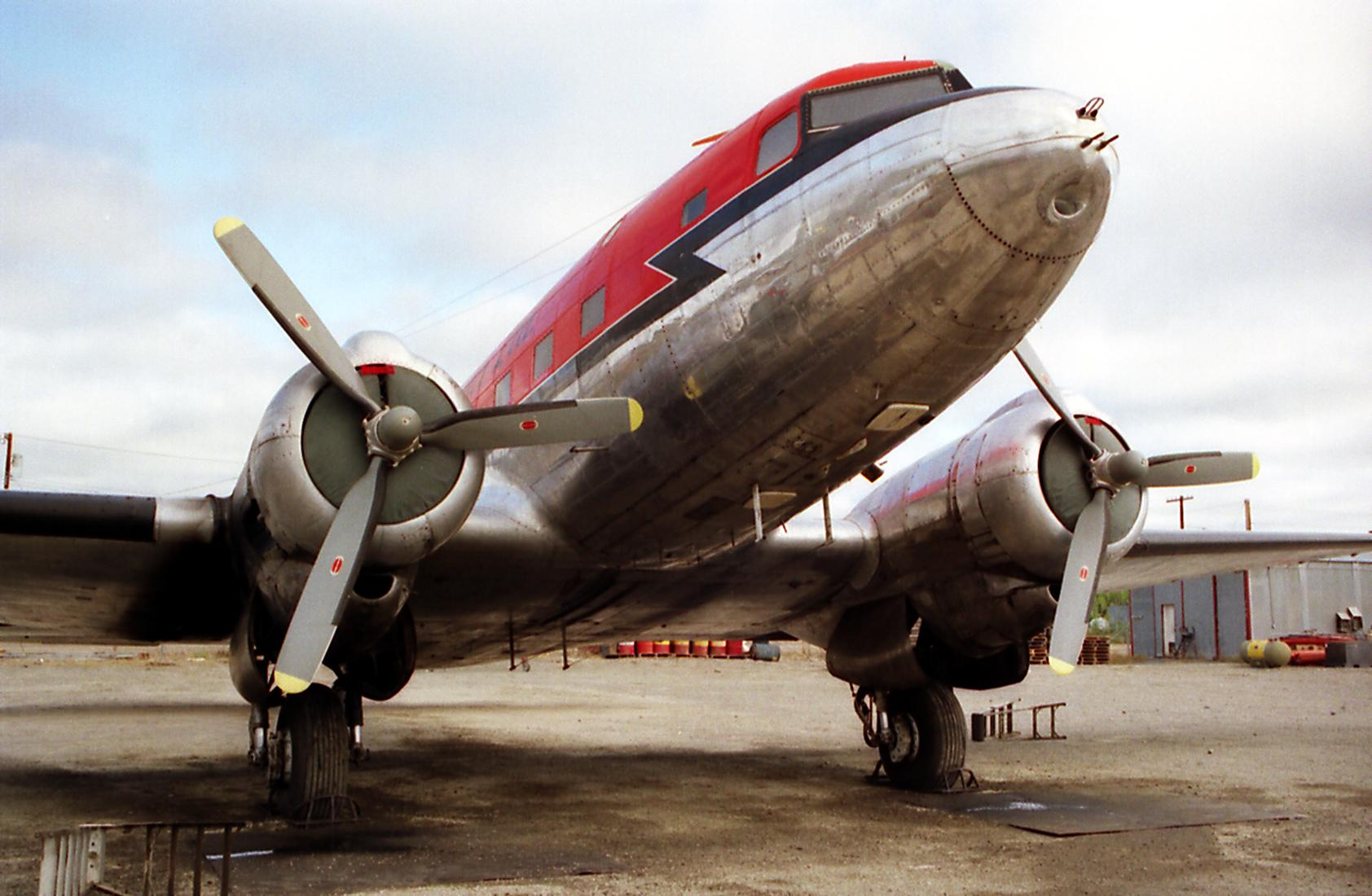
Super DC-3 (DC-3S oder R4D8)
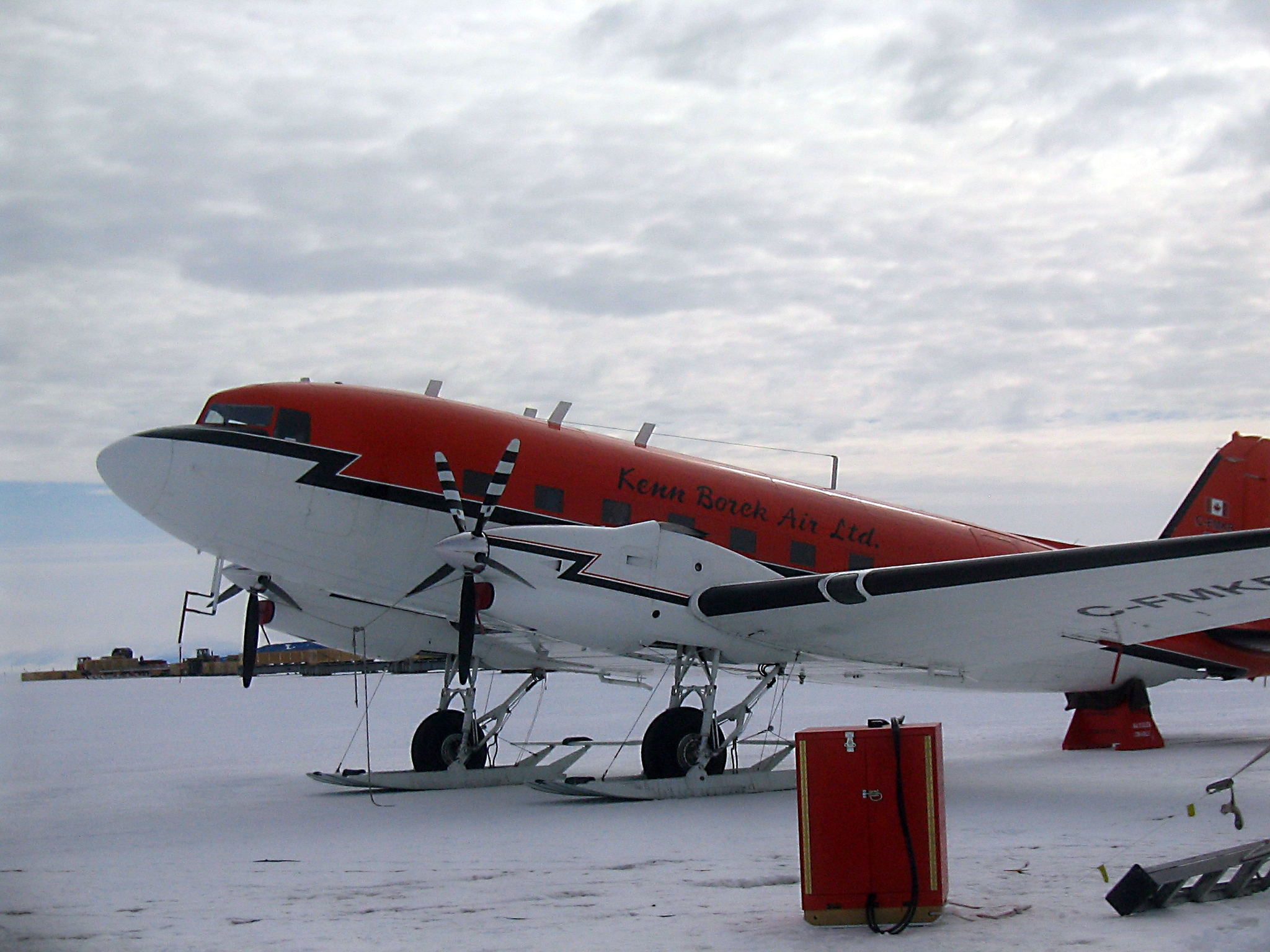
Basler BT-67 mit Turboprop-Triebwerken
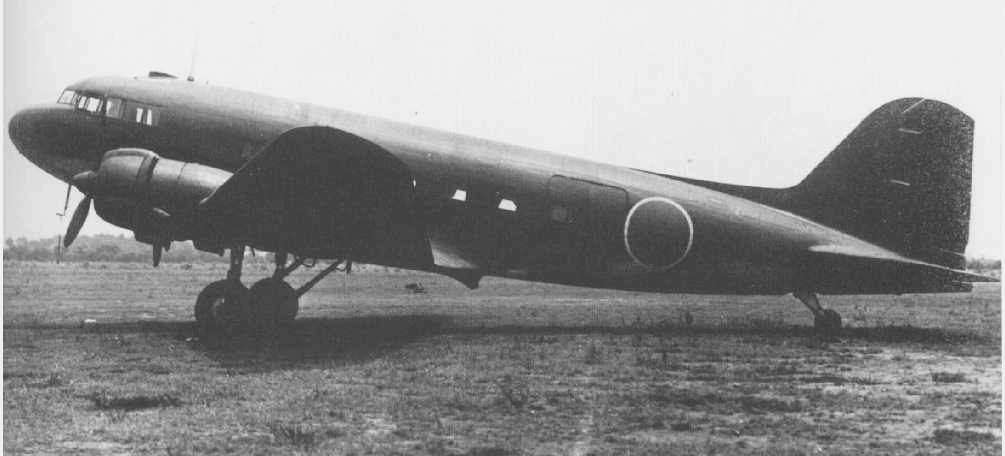
Japanische Lizenzversion Nakajima L2D
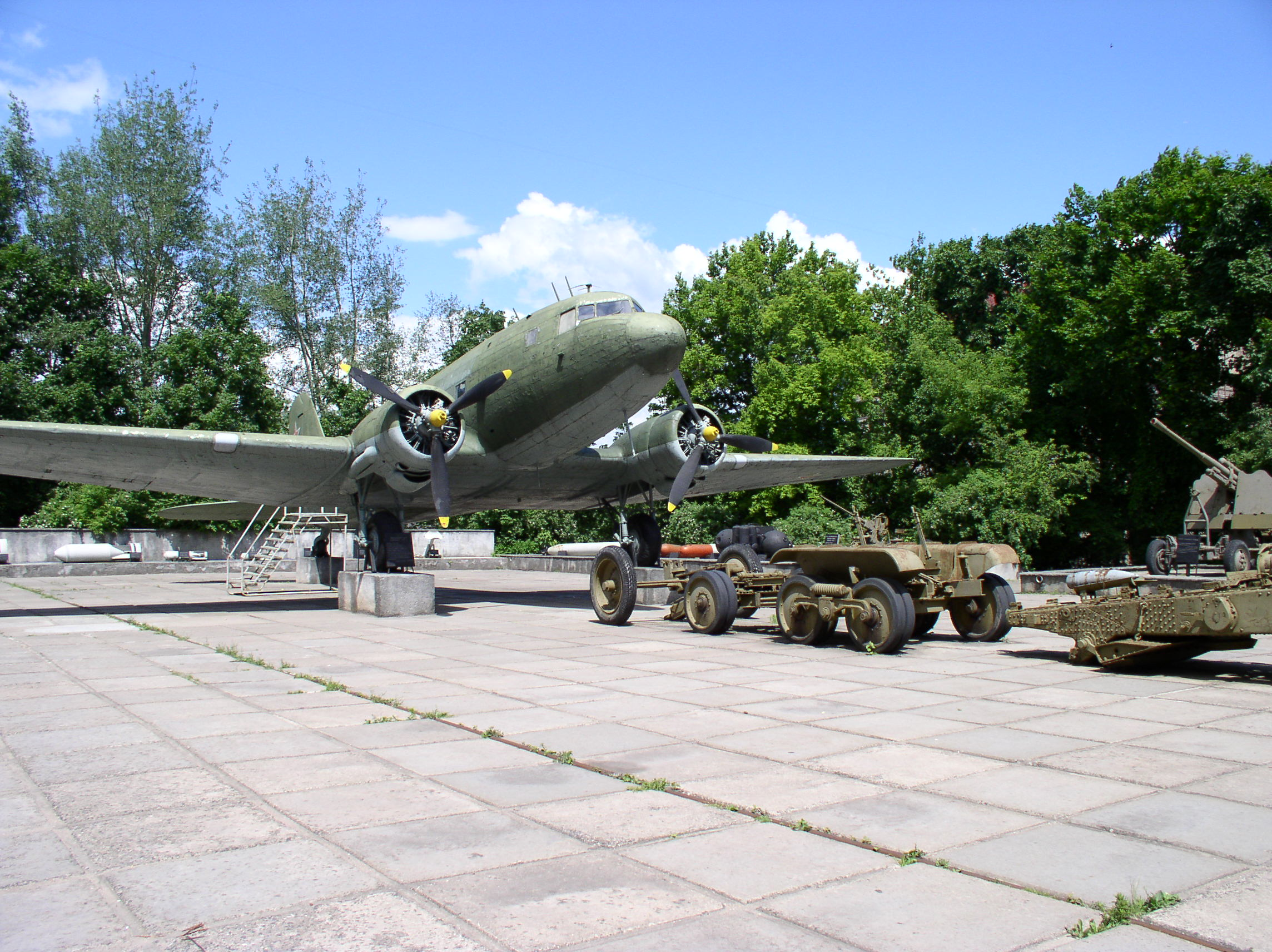
Sowjetische Lizenzversion Lissunow Li-2
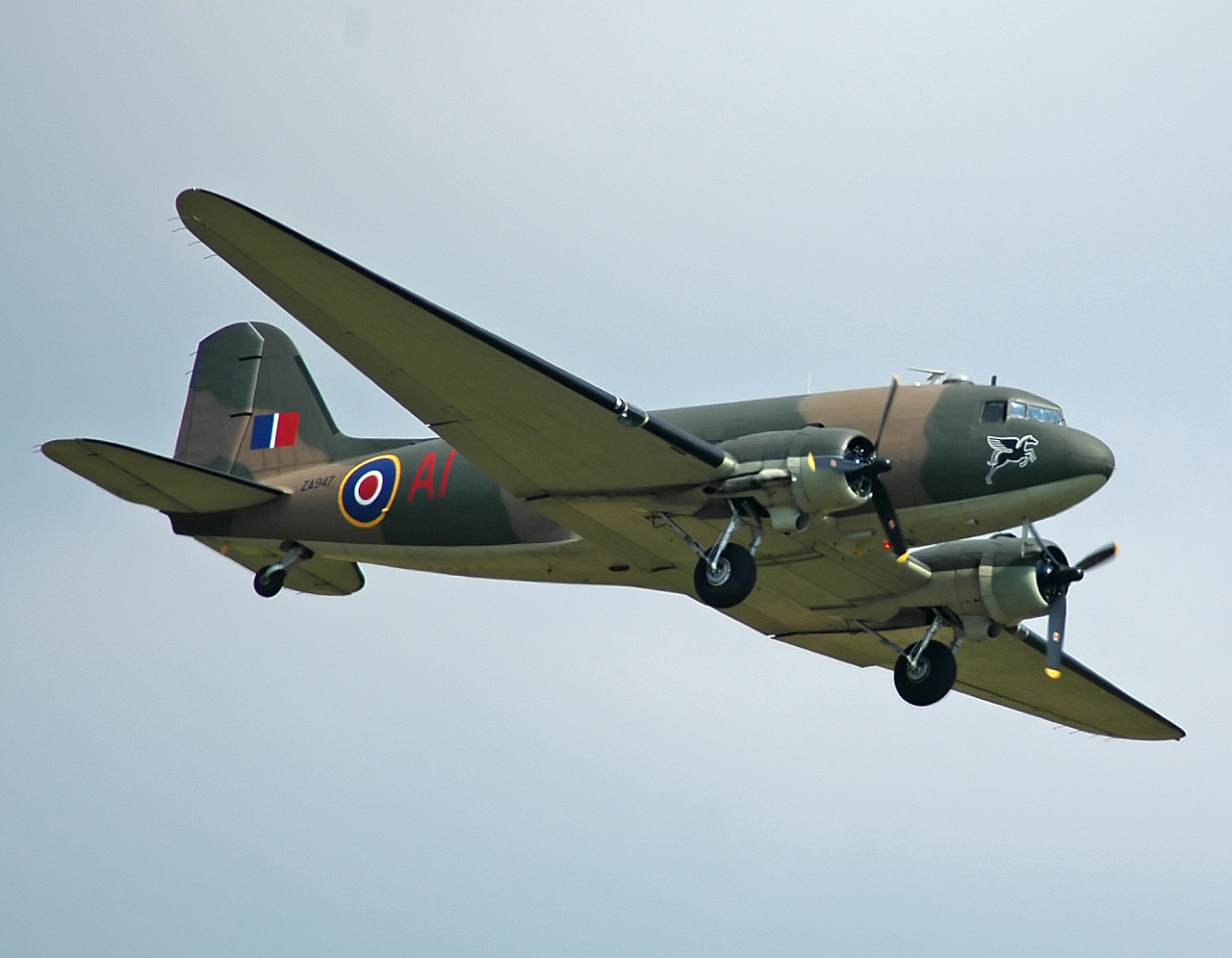
C-47A/Dakota III
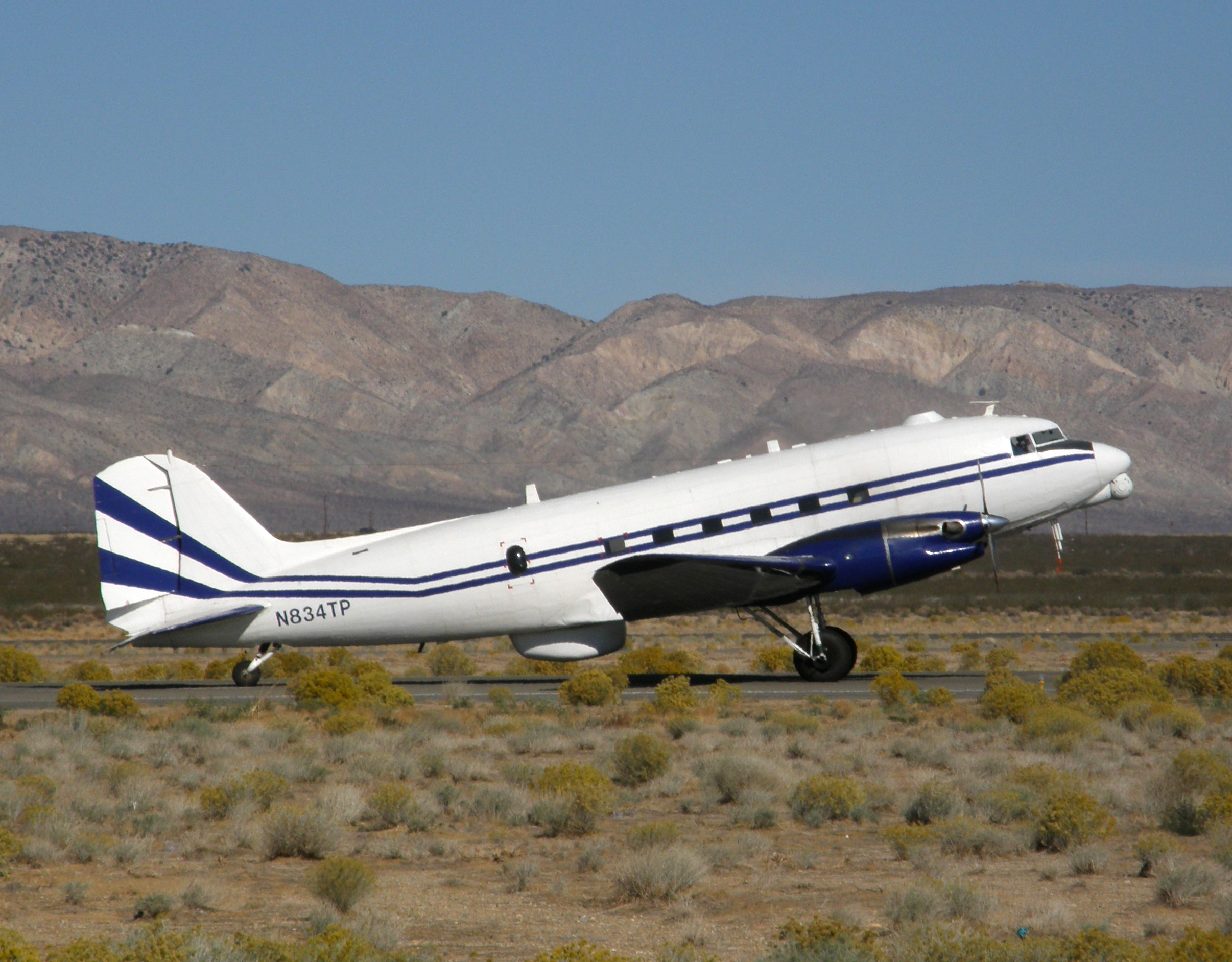
Stark modifizierte DC-3 mit FLIR unter dem Rumpf
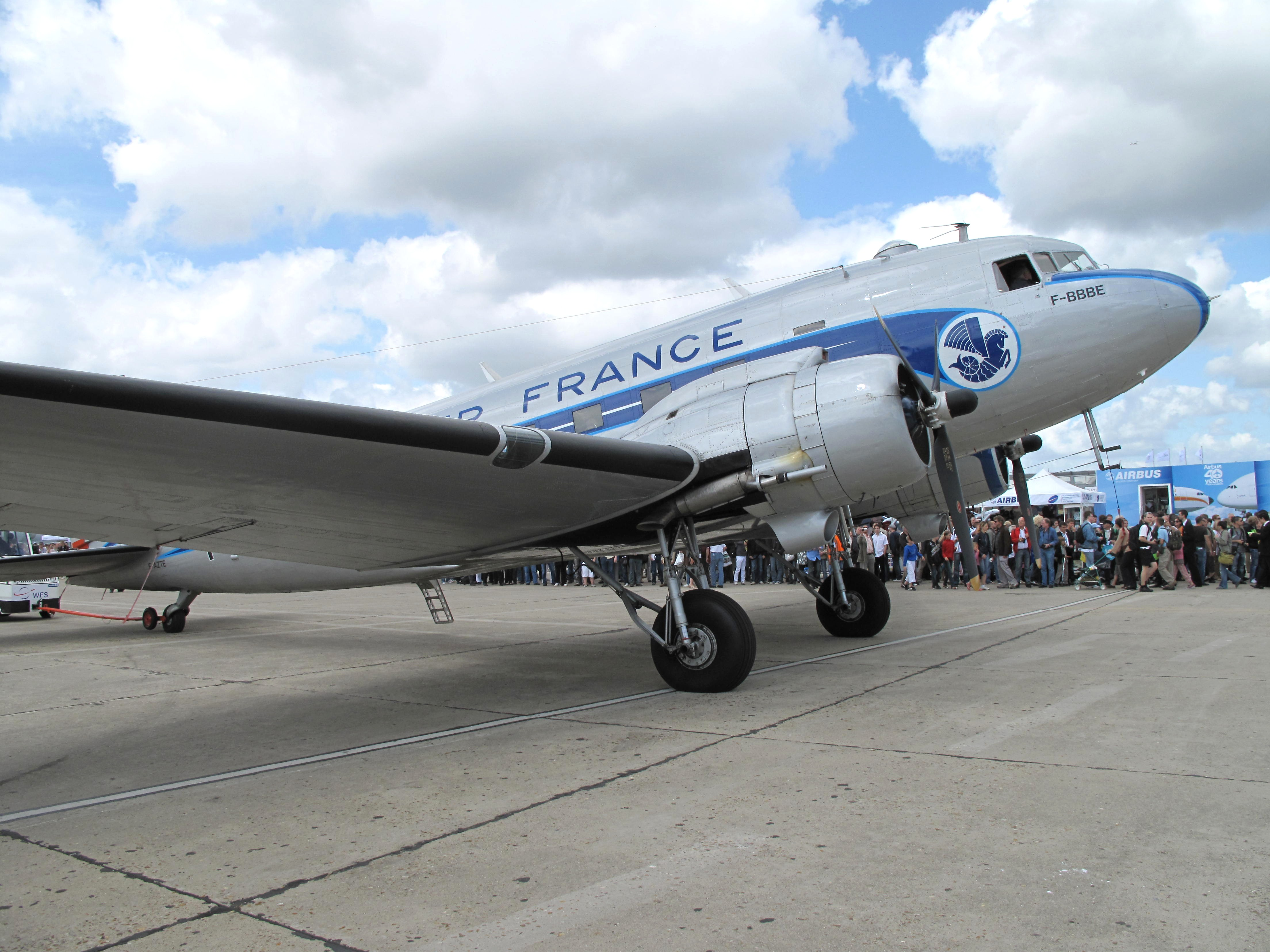
DC-3-Passagierflugzeug der Air France
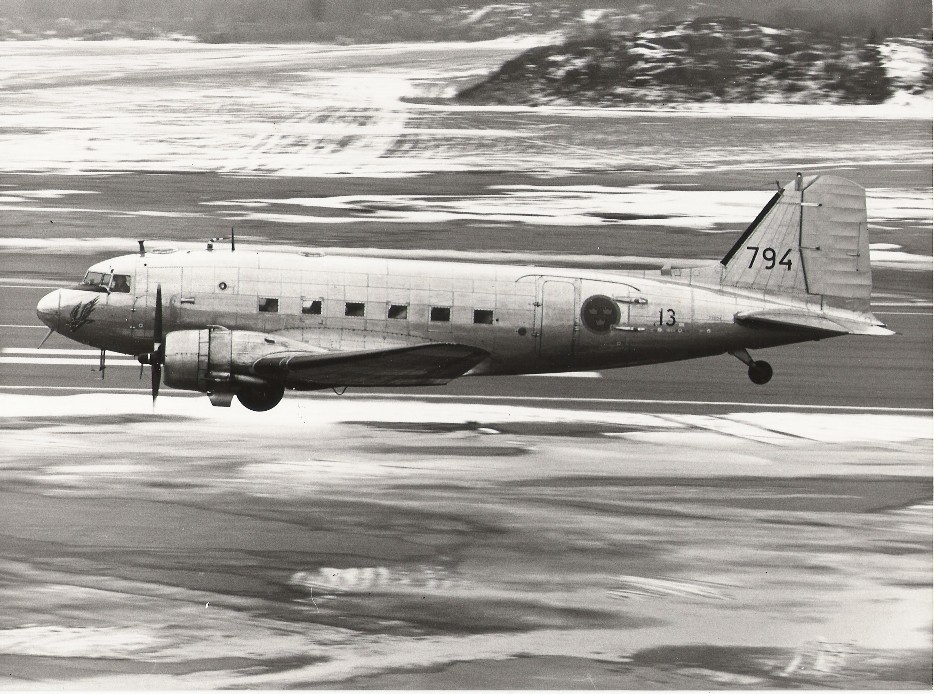
C-47A der schwedischen Luftwaffe
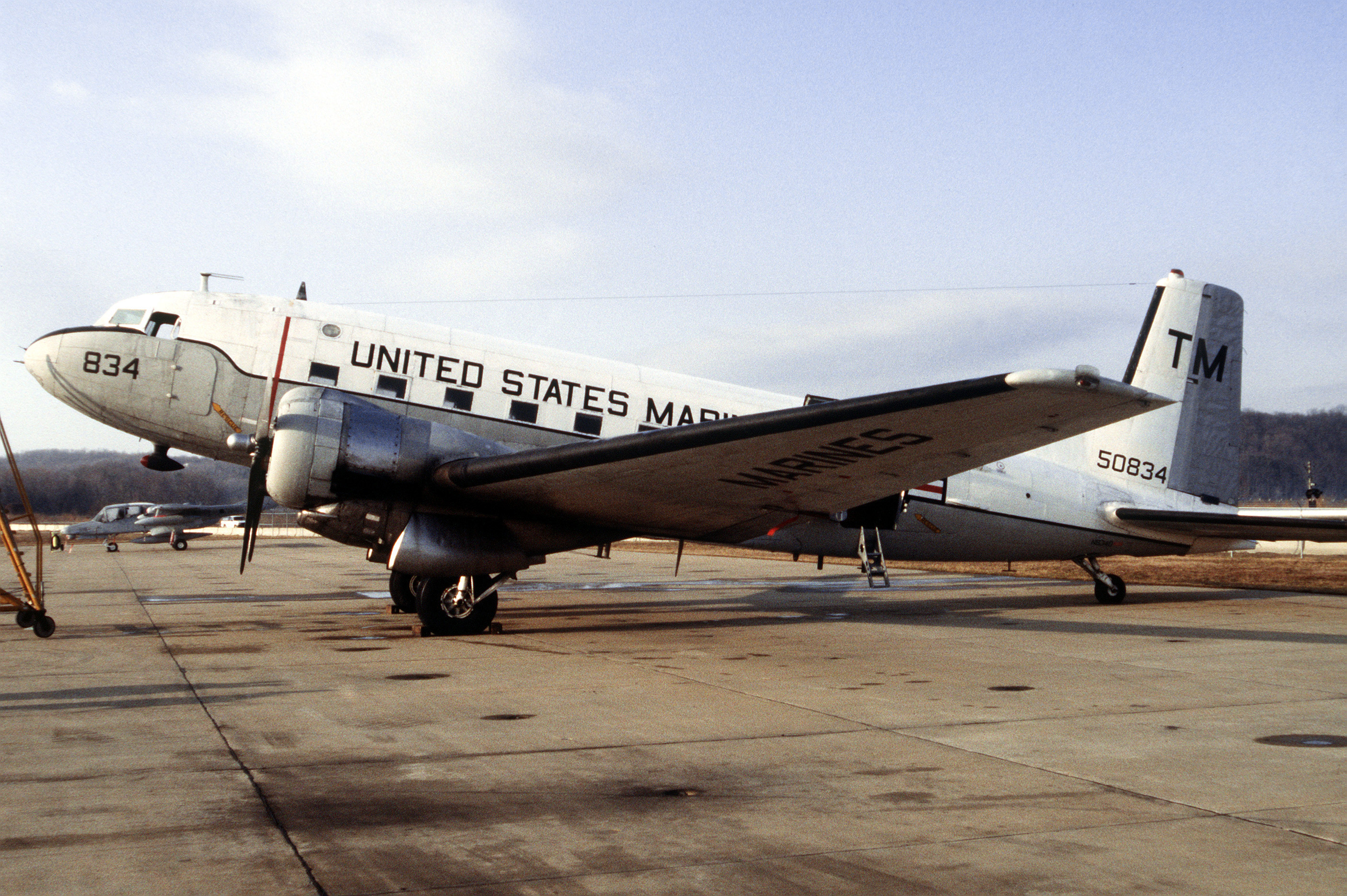
C-117D des US Marine Corps mit vergrößertem Seitenleitwerk und Fahrwerksklappen

## Zivile Versionen

### Nachkriegsbauten

#### DC-3C
Nach Kriegsende wurden bei Douglas zunächst 21 DC-3C aus vorhandenen Komponenten sowie ehemaligen Flugzeugen der USAF hergestellt bzw. umgerüstet. Diese erhielten neue Werknummern von 43073 bis 43092 sowie 43154 und wurden an zivile Abnehmer verkauft, sowohl an Fluggesellschaften als auch Firmen oder Privatpersonen. Die belgische Sabena erhielt sieben dieser neuen Flugzeuge, die US-amerikanischen Waterman Airlines drei und Pacific Northern Airlines eines. Die Auslieferungen erfolgten von Juli 1946 bis März 1947.
Später wurde die Bezeichnung DC-3C auch auf andere Zivil-Umbauten angewandt, oft unkoordiniert, jedoch wurden hierbei keine neuen Werknummern zugeteilt.

#### DC-3D
Aus verbliebenen Teilen für einige nicht gebaute C-47 sowie grundüberholten Militärmaschinen wurden 28 fabrikneue DC-3D gebaut, ebenfalls bei Douglas. Sie erhielten die Werknummern 42954 bis 42981 und wurden zwischen Februar und Mai 1946 überwiegend an Fluggesellschaften verkauft:
- 2 an Aer Lingus
- 4 an Air France
- 3 an Det Danske Luftfartselskab, DDL
- 2 an NAB – Navegação Aérea Brasileira
- 2 an Swissair
- 3 an Sabena
- 1 an KLM West-Indisch Bedrijf
- 5 an Colonial Airlines (USA)
- 3 an Pacific Northern Airlines (USA)

Die restlichen drei gingen an Firmen und den Royal Netherlands East Indies Army Military Air Service.

#### DC-3S (Super DC-3)
Im Jahr 1949 wurde eine gestreckte Version mit eckigen Tragflächenspitzen, einem neuen Bug und geändertem Rumpfheck und Leitwerk vorgestellt. Da der Markt mit Hunderten ehemals militärischen DC-3 überschwemmt war, konnten nur drei Maschinen an Capital Airlines verkauft werden (Werknummern 43191 bis 43193). Eine der beiden anderen gebauten wurde als Prototyp für die C-117D genutzt. Die US Navy bestellte daraufhin 100 Umbauten aus gebrauchten Flugzeugen und bezeichnete sie als R4D-8 (ab 1962 auch hier umbenannt in C-117D). Ausgeliefert wurden sie von 1951 bis August 1953.

## Douglas C-47 Skytrain

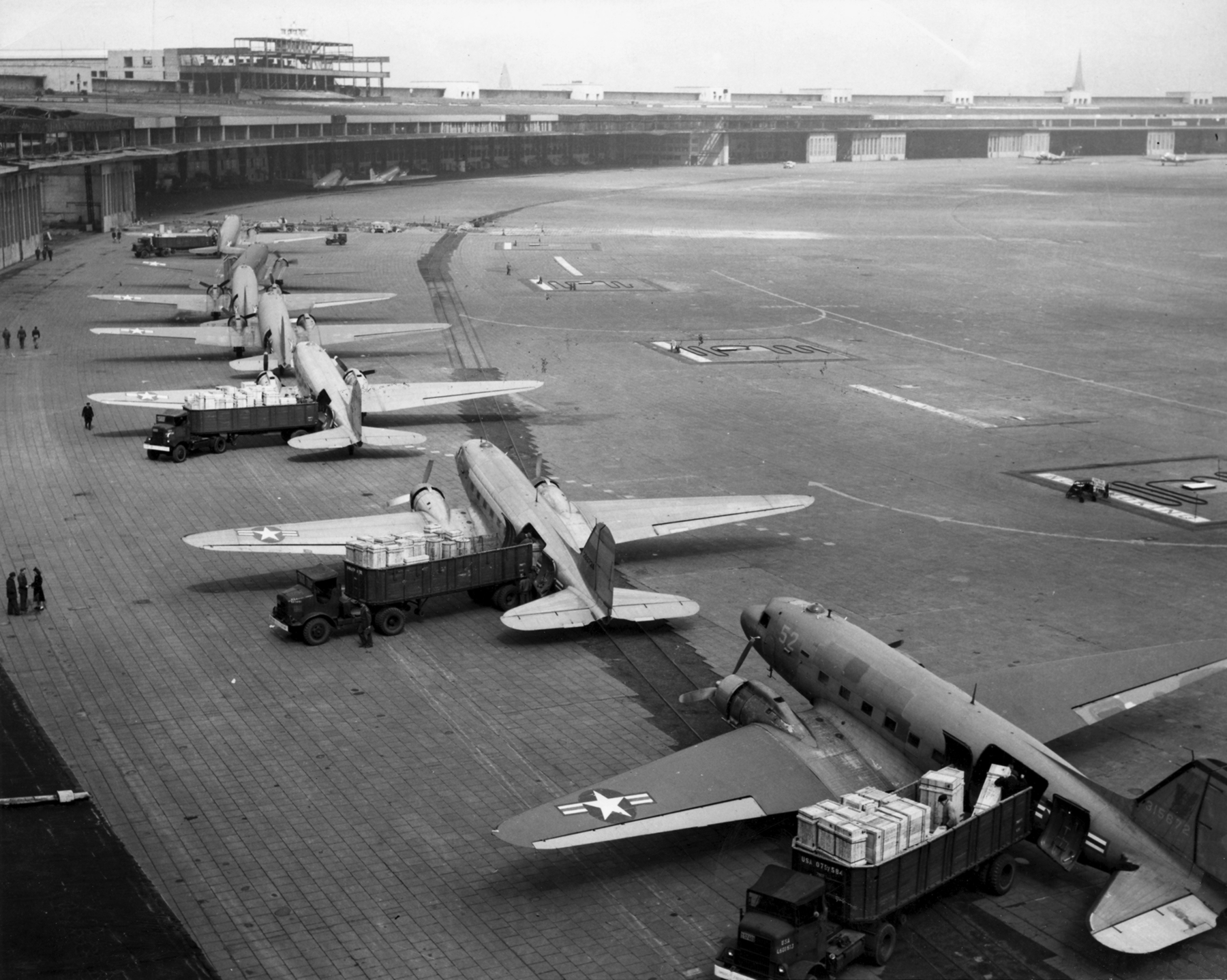
C-47 der USAF in Tempelhof während der Berliner Luftbrücke, 1948

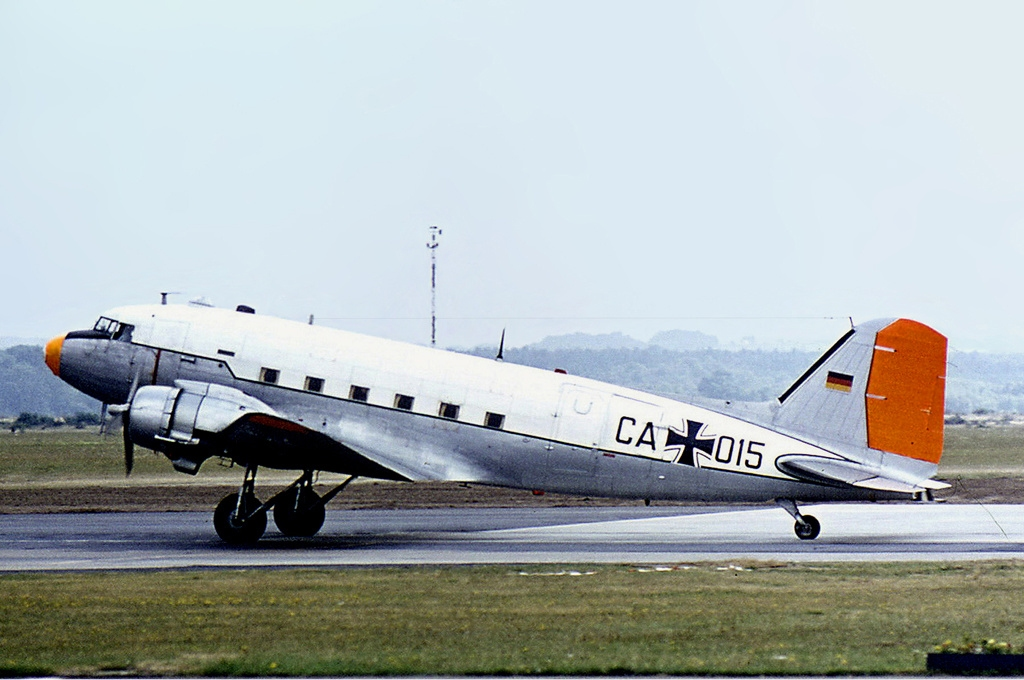
Douglas C-47B Skytrain der Luftwaffe, 1964

Die C-47 und C-53 waren die neu gebauten militärischen Versionen der DC-3. Sie wurden ab Dezember 1941 an die Truppe geliefert. Die C-47 war im Zweiten Weltkrieg das Arbeitspferd der alliierten Transportflieger, ihre Produktion belief sich auf 9.583 Stück. Bekannte Einsätze waren beispielsweise die Operation Overlord (Landung in der Normandie, 820 Maschinen eingesetzt), die Operation Husky (alliierte Invasion Siziliens, Verlust von 32 DC-3) und die Operation Market Garden (Vorstoß auf Arnheim und Nimwegen), an der 1550 Skytrains und Dakotas beteiligt waren, von denen 77 (5 Prozent) verloren gingen. Jedoch kam es z. B. während der Operation Varsity bei der Überquerung des Rheins allein am 24. März 1945 zum Verlust von 31 Maschinen des Typs Douglas DC-3/C-47. Operationen, bei denen die C-47 außerdem noch eingesetzt wurde, waren unter anderem die Operation Dragoon (Landung an der Côte d’Azur) mit 396 beteiligten C-47/C-53 und die langjährige schwierige Versorgungsroute nach Südostasien über den als The Hump („Der Buckel“) bezeichneten Himalaya. Sie stellte in der Öffentlichkeit oft die Curtiss C-46 in den Schatten, die aber in fast allen Bereichen bessere Leistungen erbrachte. Die genauen Bezeichnungen der wichtigsten Versionen waren:

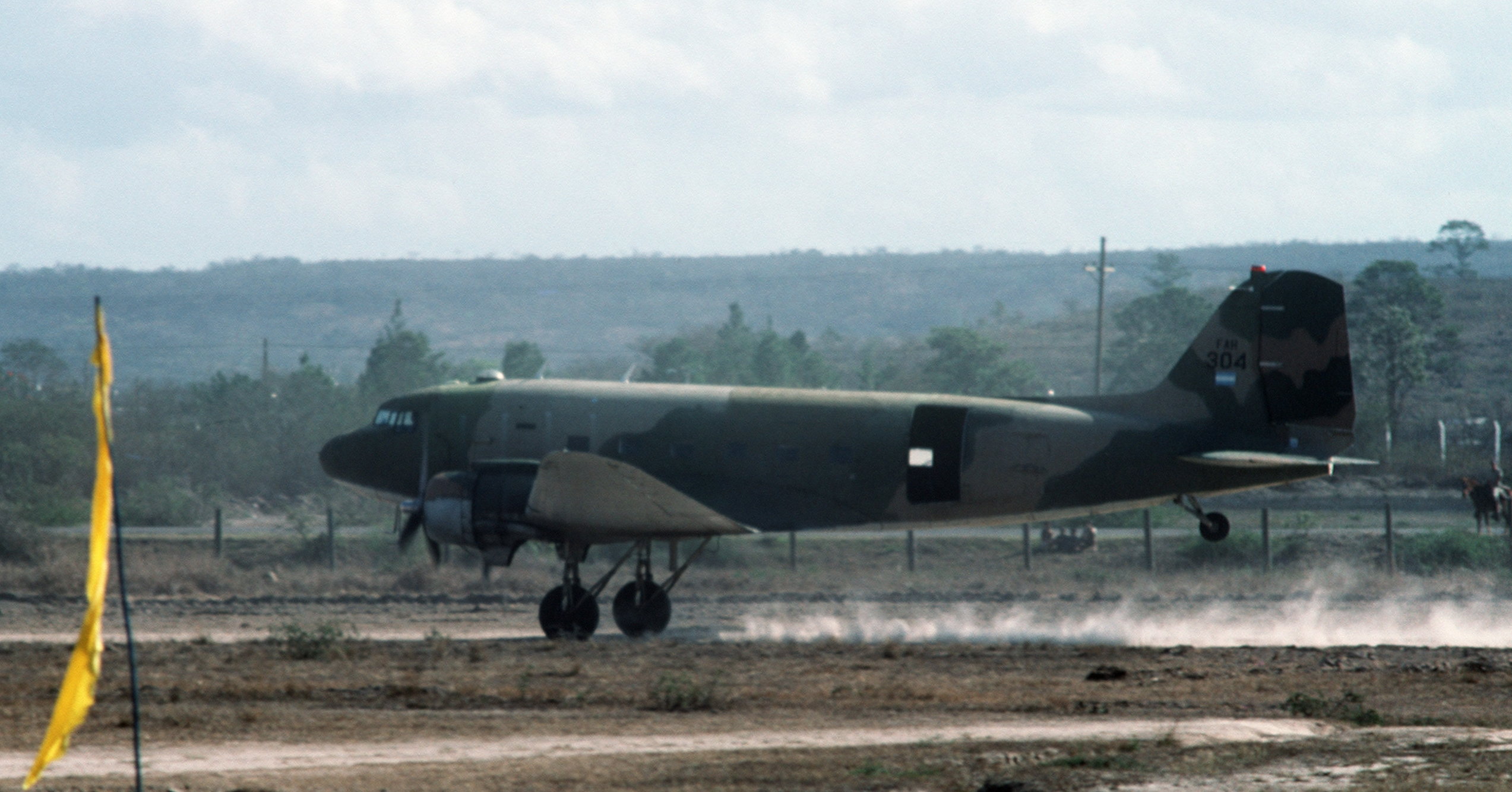
Eine C-47A der Luftwaffe von Honduras, 1988

- C-41A: Militärische DC-3A zur Erprobung (Einzelstück), vom Army Air Corps im August 1939 gekauft.
- C-47-DL: Erste militärische Serienversion (965 gebaut), unter anderem größere Spannweite.
- C-47A-DL/DK: Größte Serie (5.254 Stück), Unterschied zur Vorgängerversion war eine 24-Volt-Anlage.
- C-47B-DL/DK: Viele Detailverbesserungen, bessere Höhenleistung. Es wurden 3.364 Maschinen hergestellt.
- C-53-DO Skytrooper: Version zum Truppentransport mit 28 festen Metallsitzen und ohne Frachttür. 219 gebaut.
- C-53B: DC-3A-405 mit größerem Tank, Astrodome und Winterausrüstung. 9 umgebaut.
- C-53C: DC-3A-453 mit 28 Sitzen und 76 cm breiter Tür auf Backbordseite. 17 gebaut.
- C-53D-DO: Weiterentwicklung der C-53-DO. Hauptmerkmal waren die jetzt seitlich angebrachten Sitze. 159 gebaut.

Die oben genannten Versionen waren nur einige der vielen unterschiedlichen militärischen Versionen der DC-3. Auch wurden während des Krieges im Mai 1942 von zivilen Fluggesellschaften 92 dort bereits genutzte DC-3 und DST gekauft oder requiriert.
Schon vor ihrer Auslieferung an die zivilen Besteller wurden 108 fabrikneue Maschinen direkt requiriert. Je nach Version erhielten sie die Bezeichnungen C-48 (11 Stück), C-49 (75), C-50 (14), C-51 (1), C-52 (5) und C-68 (2).
Nach dem Krieg wurden zahlreiche C-47 ausgemustert; viele flogen aber noch lange weltweit, auch in Europa, und noch länger in Ländern der Dritten Welt.
Aus noch nicht fertiggestellten C-47 bzw. C-117 baute Douglas nach Kriegsende 28 Stück fabrikneue DC-3D für zivile Betreiber.

## Douglas AC-47 Spooky

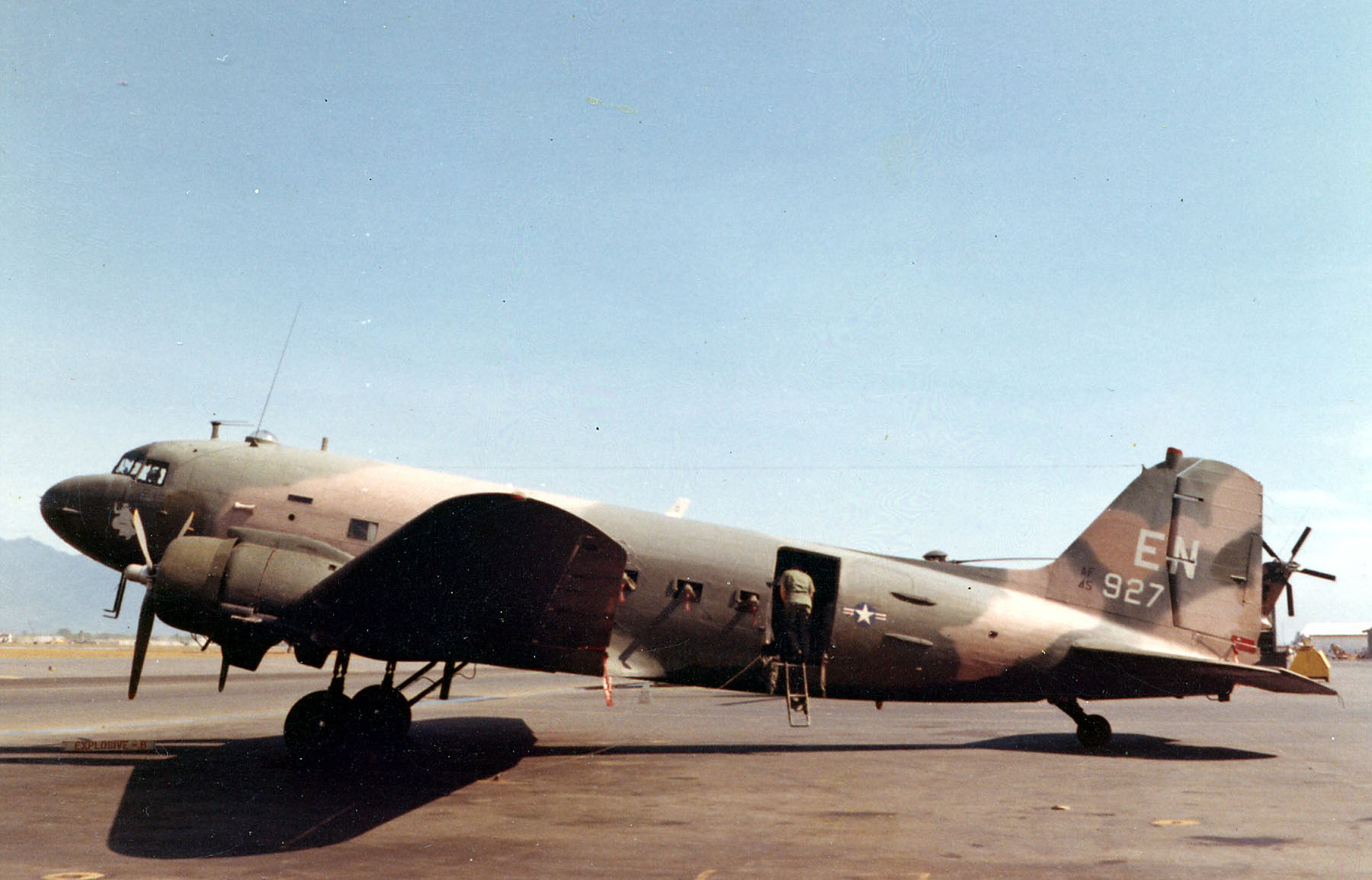
Eine AC-47D der 4. SOS 1968 in Vietnam

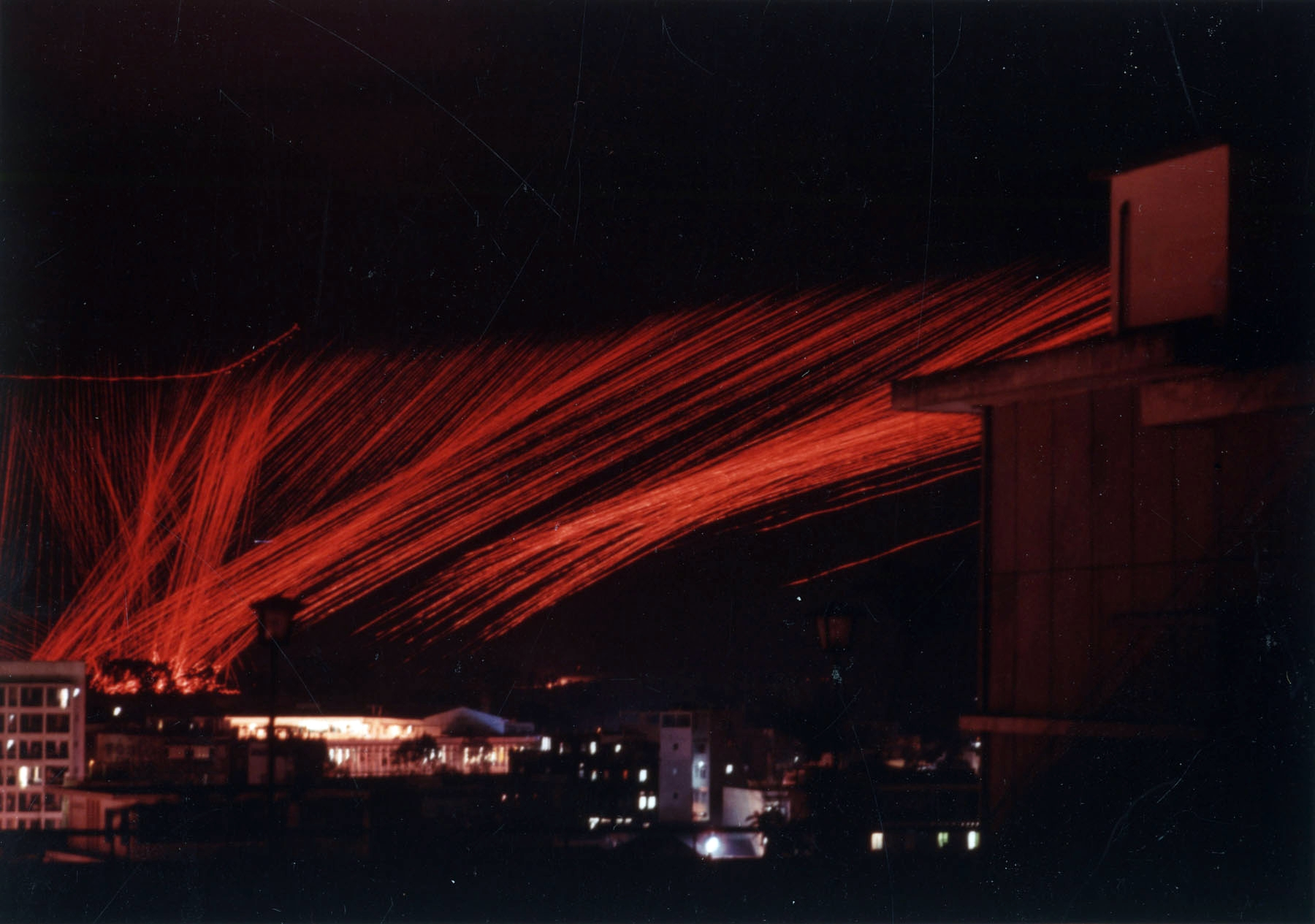
Aufnahme eines AC-47-Einsatzes über Saigon, 1968

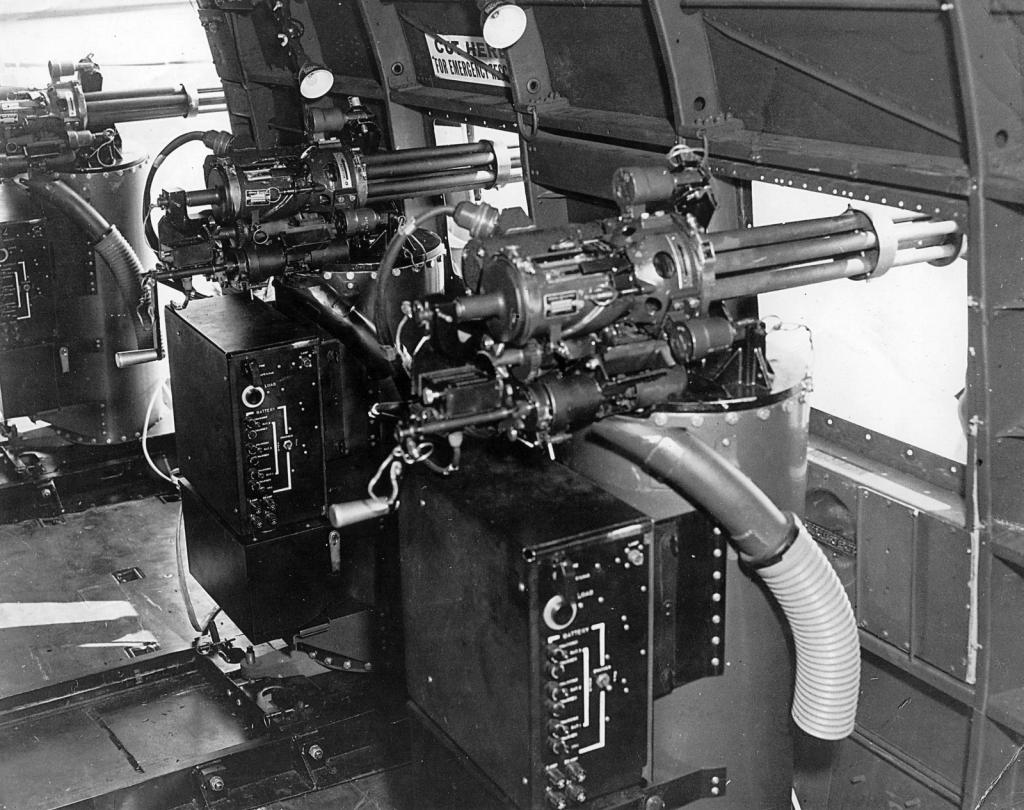
MXU-470/A-Minigun-Module in einer AC-47

Noch vor der AC-47 Spooky wurde im Jahr 1953 einer modifizierten Version der C-47D die Bezeichnung AC-47D gegeben: diese diente zur Vermessung von Funkfeuern. Sie wurden 1962 in EC-47D umbenannt.
Im Vietnamkrieg wurden C-47 (neben ihrer traditionellen Transport-Rolle) schwer bewaffnet als „Gunships“ eingesetzt. Während des Krieges kam die US Air Force zu der Überzeugung, dass ein Kampfflugzeug, das dazu fähig war, massiv und konzentriert auf vergleichsweise kleine feindliche Gebiete am Boden zu feuern, eine möglicherweise entscheidende Waffe darstellte.
Das erste Flugzeug dieser Art war die „Gunship-I“-Entwicklung der C-47D, die ursprünglich die Bezeichnung FC-47D trug und später AC-47D „Spooky“ genannt wurde. Es handelte sich um eine vergleichsweise simple Modifikation des zugrunde liegenden Transportflugzeuges, das mit drei 7,62-mm-Maschinengewehren XM134 in SUU-11A-Waffenbehältern und 24.000 Schuss Munition bestückt war. Die Waffen wurden auf der linken Seite des Flugzeuges installiert (im fünften und sechsten Fenster sowie an der Frachtluke) und konnten bei höchster Feuergeschwindigkeit (je 6000 Schuss/Minute) innerhalb von drei Minuten ein Geschoss in jeden Quadratfuß (30 × 30 cm) eines Footballfeldes schießen.
Die Einsatztaktik bestand darin, einen gleichmäßigen Linkskreis rund um das Ziel zu fliegen, so dass der Pilot mit den Waffen zielen und sie abfeuern konnte. Deren Munition wurde durch Waffenwarte nachgeladen, die bei Nachtmissionen auch Leuchtsignale absetzten.
Insgesamt 53 C-47D wurden zu AC-47D umgebaut; 16 Flugzeuge waren ab November 1965 bei der 4. Air Commando Squadron (ACS, in etwa „Kommandotruppenstaffel“) des 14. Air Commando Wing (Kommandotruppengeschwader) im Einsatz, vier weitere Flugzeuge standen als Ersatzflugzeuge bereit. Die Staffel war auf der Luftwaffenbasis Tan-Son-Nhat stationiert, die Flugzeuge operierten aber auch von Bien Hoa, Pleiku, Nha Trang, Da Nang und Can Tho aus. Der erfolgreiche Einsatz führte zur Aufstellung von zwei weiteren Staffeln, der 3. und 5. ACS. Im August 1968 wurde die Bezeichnung „Air Commando“ abgeschafft und aus den ACS wurden Special Operations Squadron (SOS, Staffel für Spezialoperationen).
Insgesamt wurden im Vietnamkrieg 41 der 53 umgebauten AC-47D eingesetzt. Zwischen Dezember 1965 und September 1969 verlor die USAF 19 AC-47D, davon wurden 12 abgeschossen. Die restlichen wurden danach im Rahmen der „Vietnamisierung“ an die südvietnamesische Luftwaffe (VNAF) und einige an Laos übergeben.
Die Luftwaffe von El Salvador besaß ebenfalls AC-47D aus Beständen der U.S. Air Force und setzte sie unter anderem während des Bürgerkrieges (1980 bis 1992) ein.
Bewaffnung AC-47
- 3 × SUU-11A-Waffenbehälter auf Lafetten mit je 1 × sechsläufigem 7,62-mm-Gatling-Maschinengewehr General Electric M134 „Minigun“ mit je 8000 Schuss Munition

## Umrüstung auf Propellerturbinen
Die Firma Basler Turbo Conversions aus Oshkosh (Wisconsin) bietet unter der Bezeichnung BT-67 eine auf Propellerturbinen des Typs Pratt & Whitney Canada PT6A-67R umgerüstete Version der DC-3 an. Gleichzeitig werden der Rumpf verlängert, die Rumpfstruktur verstärkt sowie die Steuerungssysteme und die Avionik erneuert. Damit entsteht ein praktisch neues Flugzeug. Da die Originalmaschinen keine Druckkabinen hatten, waren sie nur in geringem Maße der Materialermüdung ausgesetzt.
Einer der Nutzer ist das deutsche Alfred-Wegener-Institut für Polar- und Meeresforschung, das zwei BT-67 (Polar-5/Polar-6) in der Polarforschung einsetzt, auch da die DC-3 zu den wenigen Maschinen in dieser Gewichtsklasse gehört, die über ein zugelassenes kombiniertes Ski- und Radfahrwerk verfügen.
Die Südafrikanische Luftwaffe beschaffte 1988 96 Triebwerke vom Typ Pratt & Whitney PT6A-65AR und die Teile für 48 Umbauten. Einige dieser Flugzeuge blieben bis etwa 2022 im Dienst.

## Militärische Produktion
Abnahme der C-41, C-47 bis C-53, C-68 und C-117 durch die USAAF:
| Hersteller            | Typ    | 1938 | 1939 | 1940 | 1941 | 1942  | 1943  | 1944  | 1945  | SUMME  |
| --------------------- | ------ | ---- | ---- | ---- | ---- | ----- | ----- | ----- | ----- | ------ |
| Douglas, Santa Monica | C-41   | 1    |      |      |      |       |       |       |       | 1      |
| Douglas, Santa Monica | C-41A  |      | 1    |      |      |       |       |       |       | 1      |
| Douglas, Long Beach   | C-47   |      |      |      |      | 800   | 230   |       |       | 1.031  |
| Douglas, Long Beach   | C-47A  |      |      |      |      |       | 1.717 | 1.237 |       | 2.954  |
| Douglas, Oklahoma     | C-47A  |      |      |      |      |       | 465   | 1.834 |       | 2.299  |
| Douglas, Long Beach   | C-47B  |      |      |      |      |       |       | 300   |       | 300    |
| Douglas, Oklahoma     | C-47B  |      |      |      |      |       |       | 1.529 | 1.536 | 3.065  |
| Douglas, Long Beach   | XC-47C |      |      |      |      |       | 1     |       |       | 1      |
| Douglas, Santa Monica | C-48   |      |      | 1    |      |       |       |       |       | 1      |
| Douglas, Santa Monica | C-48A  |      |      |      | 3    |       |       |       |       | 3      |
| Douglas, Santa Monica | C-49   |      |      |      | 6    |       |       |       |       | 6      |
| Douglas, Santa Monica | C-49A  |      |      |      | 1    |       |       |       |       | 1      |
| Douglas, Santa Monica | C-49B  |      |      |      | 3    |       |       |       |       | 3      |
| Douglas, Santa Monica | C-49C  |      |      |      | 2    |       |       |       |       | 2      |
| Douglas, Santa Monica | C-49D  |      |      |      | 5    |       |       |       |       | 5      |
| Douglas, Santa Monica | C-49J  |      |      |      |      | 26    | 8     |       |       | 34     |
| Douglas, Santa Monica | C-49K  |      |      |      |      | 13    | 10    |       |       | 23     |
| Douglas, Santa Monica | C-50   |      |      |      | 4    |       |       |       |       | 4      |
| Douglas, Santa Monica | C-50A  |      |      |      | 2    |       |       |       |       | 2      |
| Douglas, Santa Monica | C-50B  |      |      |      | 3    |       |       |       |       | 3      |
| Douglas, Santa Monica | C-50C  |      |      |      | 1    |       |       |       |       | 1      |
| Douglas, Santa Monica | C-50D  |      |      |      | 4    |       |       |       |       | 4      |
| Douglas, Santa Monica | C-51   |      |      |      | 1    |       |       |       |       | 1      |
| Douglas, Santa Monica | C-52   |      |      |      | 1    |       |       |       |       | 1      |
| Douglas, Santa Monica | C-52A  |      |      |      | 1    |       |       |       |       | 1      |
| Douglas, Santa Monica | C-52B  |      |      |      | 2    |       |       |       |       | 2      |
| Douglas, Santa Monica | C-52C  |      |      |      | 1    |       |       |       |       | 1      |
| Douglas, Santa Monica | C-53   |      |      |      | 25   | 188   |       |       |       | 213    |
| Douglas, Santa Monica | C-53A  |      |      |      | 1    |       |       |       |       | 1      |
| Douglas, Santa Monica | C-53B  |      |      |      | 8    |       |       |       |       | 1      |
| Douglas, Santa Monica | C-53C  |      |      |      |      | 17    |       |       |       | 17     |
| Douglas, Santa Monica | C-53D  |      |      |      |      |       | 159   |       |       | 159    |
| Douglas, Santa Monica | C-68   |      |      |      | 2    |       |       |       |       | 2      |
| Douglas, Oklahoma     | C-117A |      |      |      |      |       |       |       | 17    | 17     |
| Douglas, Long Beach   | R4D-1  |      |      |      |      | 69    |       |       |       | 69     |
| Douglas, Santa Monica | R4D-2  |      |      |      | 2    |       |       |       |       | 2      |
| Douglas, Santa Monica | R4D-4  |      |      |      |      | 4     | 6     |       |       | 10     |
| SUMME                 |        | 1    | 1    | 1    | 78   | 1.117 | 2.596 | 4.900 | 1.553 | 10.247 |

## Zivile Produktion
Lieferungen der DC-3
| Hersteller            | Typ   | 1936 | 1937 | 1938 | 1939 | 1940 | 1941 | 1942 | 1943 | 1946 | SUMME |
| --------------------- | ----- | ---- | ---- | ---- | ---- | ---- | ---- | ---- | ---- | ---- | ----- |
| Douglas, Santa Monica | DST   | 8    | 11   | 2    | 2    | 11   | 4    |      |      |      | 38    |
| Douglas, Santa Monica | DC-3  | 16   | 63   | 28   | 57   | 71   | 36   |      |      |      | 271   |
| Douglas, Santa Monica | DC-3A | 7    | 18   | 13   | 10   | 31   | 29   | 2    | 2    |      | 112   |
| Douglas, Santa Monica | DC-3B |      | 8    | 2    |      |      |      |      |      |      | 10    |
| Douglas, Oklahoma     | DC-3D |      |      |      |      |      |      |      |      | 28   | 28    |
| SUMME                 |       | 31   | 100  | 45   | 69   | 113  | 69   | 2    | 2    | 28   | 459   |

## Zwischenfälle
Vom Erstflug 1935 bis Juni 2023 kam es mit Douglas DC-3 zu mindestens 4610 Totalschäden, die meisten davon im Zusammenhang mit militärischen Auseinandersetzungen.

## Technische Daten

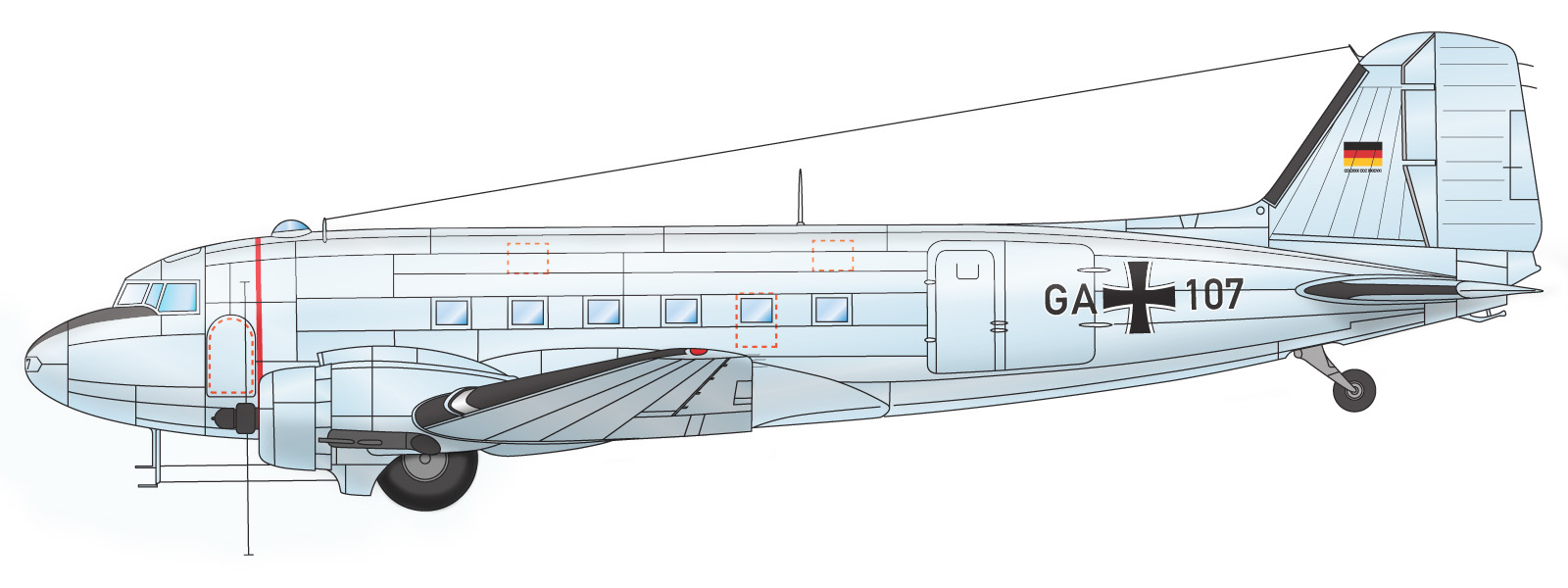
C-47B der Luftwaffe der Bundeswehr von 1958

| Kenngröße             | Daten der C-47 |
| --------------------- | --- |
| Besatzung             | zwei bis vier |
| Länge                 | 19,66 m |
| Spannweite            | 29,98 m |
| Höhe                  | 5,16 m |
| Flügelfläche          | 91,7 m² |
| Flügelstreckung       | 9,8 |
| Leermasse             | 7700 kg |
| Startmasse            | 13.190 kg |
| Antrieb               | zwei luftgekühlte 14-Zylinder-Doppelsternmotoren Pratt & Whitney R-1830-92 Twin Wasp mit je 1.200 PS (ca. 880 kW) |
| Höchstgeschwindigkeit | 368 km/h in 2680 m Höhe                                                                                           |
| Reisegeschwindigkeit  | 280 bis 297 km/h                                                                                                  |
| Dienstgipfelhöhe      | 7350 m |
| Normale Reichweite    | 2160 km |